# Carlo Hartmann
Carlo Hartmann (Vianden, 29 d'agost de 1955) és un baríton luxemburguès. Està casat amb la mezzosoprano Yannchen Hoffmann.

## Filmografia
- 1989: Mumm Sweet Mumm, de Paul Scheuer, Georges Fautsch i Maisy Hausemer[2]

## Guardons
- Cavaller de l'Orde del Mèrit del Gran Ducat de Luxemburg (promoció 2014)